# Rotsvegetatie

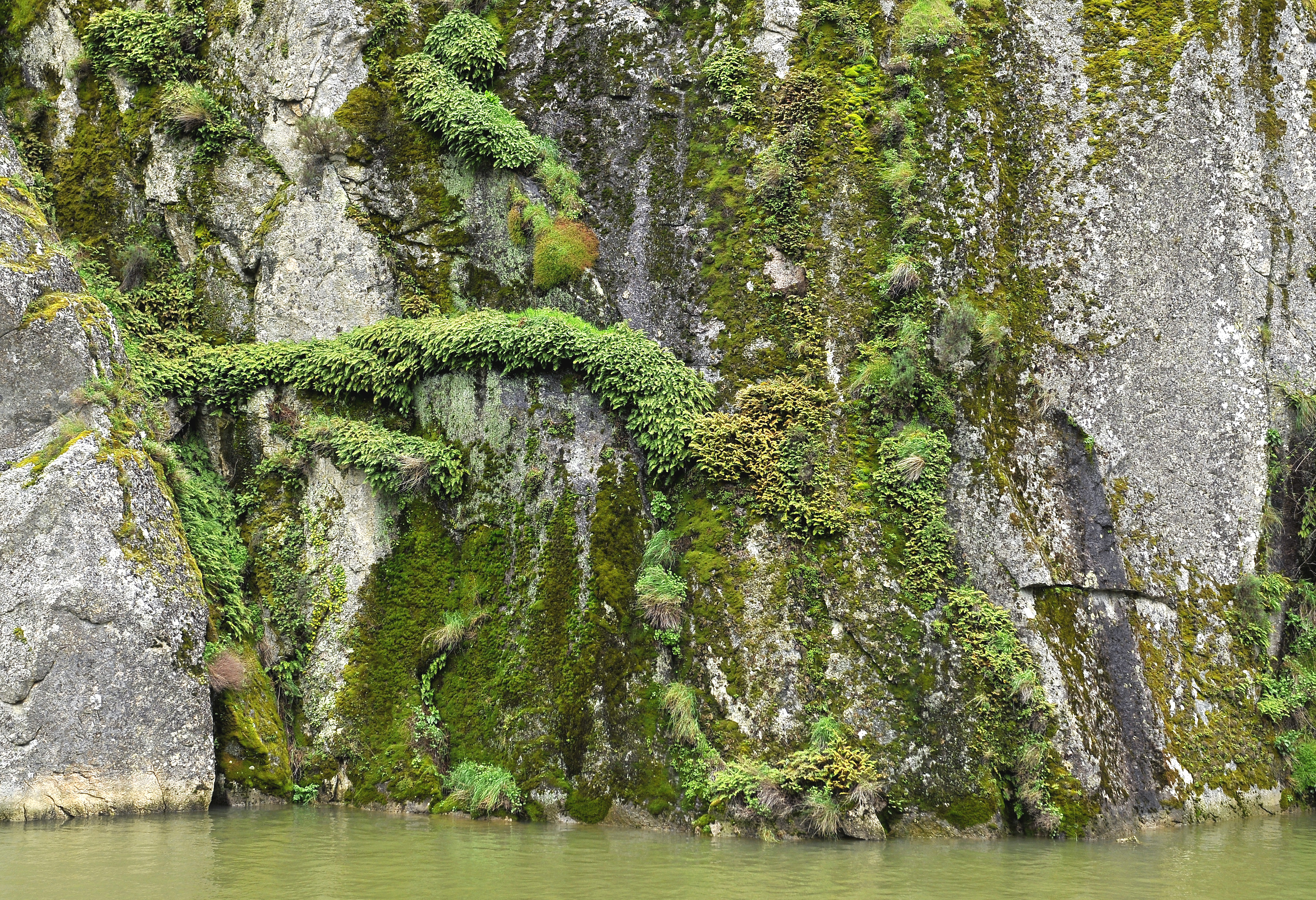
Rotsvegetatie op steile granietrotswanden in Zamora (Spanje).

Rotsvegetatie is een vegetatietype dat bestaat uit planten en/of korstmossen die zich spontaan op rotsen hebben gevestigd. Dikwijls gaat het om vegetatie die is gevormd door lithofytische en epilitische taxa.
Tot rotsvegetatie rekent men zowel vegetatie die op de verticale, hellende als horizontale oppervlakken van rotsen groeit. Verwant aan rotsvegetatie is muurvegetatie, die vaak als een cultuurvolgende variant van rotsvegetatie wordt opgevat.

## Syntaxonomie

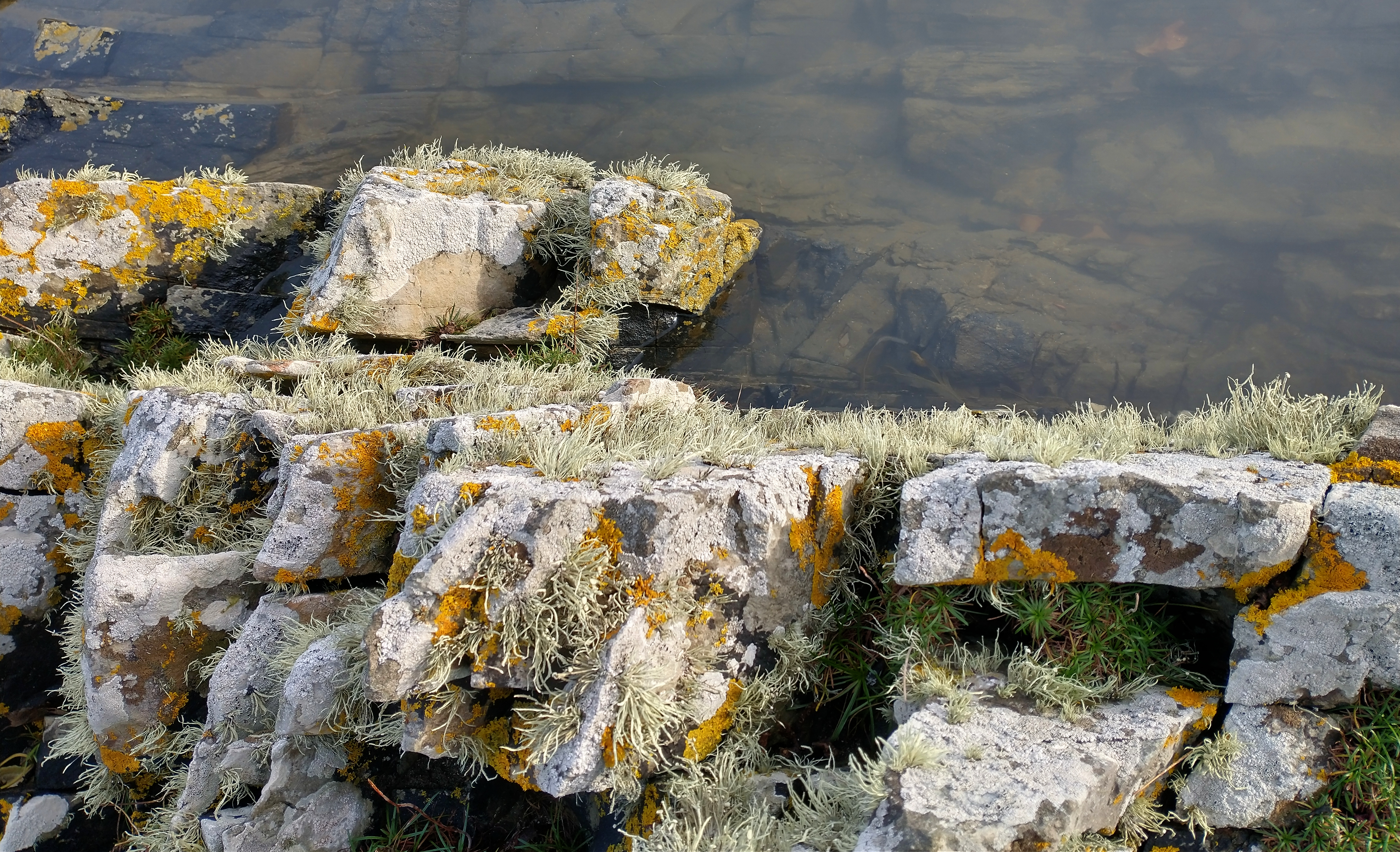
Weelderige korstmossenrotsvegetatie van de associatie van gewoon kusttakmos.

In de vegetatiekunde worden verscheidene syntaxonomische klassen onderscheiden waarin rotsvegetatie is opgenomen; dikwijls zijn hierin ook muurgemeenschappen opgenomen.
- muurvaren-klasse (Asplenietea)
- klasse van pioniergraslanden op gruis- en steenbodems (Sedo-Scleranthetea)
- klasse van (spat)watergemeenschappen (Hymenelio-Fontinalietea)
- klasse van stippelkorsten en achterlichtmossen (Verrucario-Schistidietea)
- klasse van bisschopsmutsen en landkaartmossen (Racomitrio-Rhizocarpetea)
- poederkorst-klasse (Chrysotrichetea chlorinae)
- kringmos-klasse (Neckeretea)